# نهج الخيال في التعليم
نهج الخيال في التعليم (An Imaginative Approach to Teaching) كتاب واقعي صدر عام 2005 كتبه كيران إيجان (Kieran Egan) وقد أوضح بالكتاب أفكاره حول عمل خيالات الطلاب أثناء عملية التعلم. ويسلط الكتاب الضوء على تطبيقات هذه الفلسفة في إعداد الفصول الدراسية اليومية مستخدمًا مجموعة من الأدوات المعرفية. ويعد هذا الكتاب بلورة لبعض أفكار إيجان حول كيفية إمكانية العمل الفعال لاكتساب الأدوات المعرفية في العملية التعليمية. وقد فسر هذه الأفكار في عام 1997 بكتابه الصادر؛ العقل المتعلم (The Educated Mind).

## ملخص
يحتوي هذا الكتاب على ثلاثة فصول رئيسية. يسلط كل فصل منهم الضوء على مرحلة معينة من التطور المعرفي ومجموعة الأدوات المعرفية التي يستخدمها الأشخاص في تلك المراحل. وترتبط تلك المراحل بتطوير اللغات الشفوية والقراءة والكتابة والتفكير النظري.
يصف الفصل الأول الأدوات المعرفية المرتبطة باستخدام اللغات الشفوية. وتشتمل على شكل القصة، والاستعارة، والمتضادات الثنائية، والقافية، والإيقاع والنمط، والفكاهة والصور العقلية وغير ذلك. وجدت هذه الأدوات أولاً لدى الأشخاص الذين لم يتعلموا القراءة والكتابة بعد وعادة ما يكونون أطفالاً لم يبلغوا سن السابعة.
يصف الفصل الثاني الأدوات المعرفية المكتسبة مع بدء تعلم القراءة والكتابة. وتشتمل تلك على الحس الواقعي والاهتمام بأقصى درجات الخبرة والارتباط بالأبطال وربط المعرفة بالمعنى البشري وفهم السرد وأدوات أخرى. ويوضح إيجان أن هذه الأدوات لا تحل محل مجموعة الأدوات التي سبق اكتسابها وإنما تمثل إضافة عليها.
يصف الفصل الثالث الأدوات المعرفية التي تضاف للطلاب عند توجيههم إلى التفكير النظري. وتعد مجموعتا الأدوات السابقتان بمثابة أمرٍ يتطلب تطوير مجموعة الأدوات الأخيرة. وتمثل بعض الأدوات المشار إليها هنا حس الحقيقة المجردة، وحس الوكالة، واستيعاب الأفكار العامة وانحرافاتها، والبحث عن الثقة والحقيقة، وفهم ما وراء السرد.
وبعد انتهاء الفصول الثلاثة يوجد قسم بالكتاب مشار إليه على أنه «نصف فصل». تحتوي أنصاف الفصول تلك على أطر عمل تخطيطية مقترحة لمجموعة الأدوات المعرفية السابقة وسلسلة أمثلة من الدروس أو الوحدات.

## ردود الأفعال
لقي نهج الخيال في التعليم تحليلات إيجابية في مجلة سجل كلية المعلمين (Teachers College Record) ومجلة أوراسيا لتعليم الرياضيات والعلوم والتكنولوجيا (Eurasia Journal of Mathematics, Science & Technology Education). صرحت مجلة سجل كلية المعلمين “[بأن] هذا الكتاب ثري بالنصائح الخلاقة والعملية التي تحفز المعلمين على استخدام القصص التي تجذب خيالات الطلاب.” وصرحت مجلة أوراسيا لتعليم الرياضيات والعلوم والتكنولوجيا بأن كتاب «نهج الخيال في التعليم» يمكن أن يكون ذا نفع كبير للمدرسين ومعلمي المدرسين واختصاصيي تطوير قدرات الموظفين إلى حد [كبير].”